# 丹麥的哈拉爾王子
哈拉尔王子（丹麥語：Harald Christian Frederik；1876年10月8日—1949年3月30日）。是丹麦國王弗雷德里克八世的三子、哈康七世的弟弟。他的祖父是克里斯蒂安九世。
1909年4月28日，哈拉尔娶海倫娜·阿得雷德公主（是他的堂堂妹）为妻，婚后两人有3女2子：
- 費杜拉郡主（英语：Princess Feodora of Denmark）
- 卡露蓮-馬蒂爾德郡主（英语：Princess Caroline-Mathilde of Denmark）（嫁堂哥克努特王子）
- 亞歷桑德琳-路易絲郡主（英语：Princess Alexandrine-Louise of Denmark）、
- 戈爾姆王子
- 羅森堡伯爵歐魯夫。

他也是一个大象勳章的骑士，1901年10月11日获得称号「Knight Grand Cross of the Royal Victorian Order」。